# The Sensibles
The Sensibles (2006-2007) – seria krótkich, humorystycznych filmików produkcji Jetix, gdzie były emitowane w latach 2007-2009. Filmiki opowiadają o Sensibles, które pracują w telewizji GNN Galactic News Network. Są ekipą podpatrującą życie mieszkańców Ziemi. Obserwują przedmioty codziennego użytku, które dla Ziemian są oczywiste.

## Postacie
- Oi – głos oraz prezenter kosmicznych wiadomości. Jego czerwona peruka od zawsze sprawia mu problemy, zwłaszcza przed wejściem na antenę.
- Bzzz – szef reporterów. Wyposażony w antenę i mikrofony. Lokalizuje cel reporterów.
- Zzoom – kamerzysta. Obserwuje i fotografuje dane przedmioty.
- Blerah – posiada niewiarygodnych rozmiarów język. Liże przedmioty i skanuje ich smak. To dzięki informacjom od Blearha, Oi odgaduje czym jest dany przedmiot.
- Kosmiczni Widzowie – oglądają Galaktyczne Wiadomości GNN i wyrażają swój strach lub podziw.

## Spis odcinków
| N/o            | Nieoficjalny polski tytuł | Angielski tytuł |
| -------------- | ------------------------- | --------------- |
|                |                           |                 |
| SERIA PIERWSZA |                           |                 |
|                |                           |                 |
| 01             | Cola                      | Cola            |
|                |                           |                 |
| 02             | iPOD                      | iPOD            |
|                |                           |                 |
| 03             | Jajko                     | Egg             |
|                |                           |                 |
| 04             | Mydło                     | Soap            |
|                |                           |                 |
| 05             | Brukselka                 | Brussels        |
|                |                           |                 |
| 06             | Chomik                    | Hamster         |
|                |                           |                 |
| SERIA DRUGA    |                           |                 |
|                |                           |                 |
| 07             | TV                        | TV              |
|                |                           |                 |
| 08             | Szczur                    | Rat             |
|                |                           |                 |
| 09             | Klej                      | Glue            |
|                |                           |                 |
| 10             | Telefon                   | Telephone       |
|                |                           |                 |
| 11             | Jabłko                    | Apple           |
|                |                           |                 |
| 12             | Lód                       | Ice cream       |
|                |                           |                 |